# Gran Premi d'Espanya de Motocròs 250cc 1977
L'edició de 1977 del Gran Premi d'Espanya de Motocròs 250cc fou la 16a d'aquesta prova. Organitzat per la Penya Motorista 10 x Hora, el Gran Premi era la primera prova del Campionat del Món d'aquell any i tingué lloc el cap de setmana del 2 i 3 d'abril al Circuit del Vallès, en terrenys de l'antiga Mancomunitat Sabadell-Terrassa (actualment dins el terme municipal de Terrassa). Hi participaren 38 pilots de 14 països diferents (cinc dels quals catalans) i hi assistiren 40.000 espectadors.
Després d'haver protagonitzat bones actuacions al circuit del Vallès des del 1974, l'oficial de Montesa Raymond Boven aconseguí en aquesta ocasió guanyar-hi gràcies a la seva victòria a la primera mànega i un sisè lloc a la segona, esdevenint així el primer pilot a guanyar un Gran Premi de motocròs amb moto catalana.

## Patrocinadors
Les principals empreses i entitats patrocinadores de la prova varen ser aquestes:
| - Banco de Vizcaya - Pirelli - Coca-Cola - Ricard - General Optica | - Ibérica S.A. de Seguros - Sopral - Motoplat - Carburadors Bing (Carbuberibar, S.A.) - Equipomotores Mahle |

## Horaris
| Dia      | Hora inici | Hora final | Programa                                                       |
| -------- | ---------- | ---------- | -------------------------------------------------------------- |
| Dissabte | 14:00      | 14:25      | Entrenaments pilots Sènior i Júnior 250cc                      |
| Dissabte | 14:30      | 14:55      | Entrenaments Trofeu Montesa                                    |
| Dissabte | 15:00      | 15:25      | Mànega classificatòria pilots Sènior i Júnior 250cc (6 voltes) |
| Dissabte | 15:30      | 15:55      | Mànega classificatòria Trofeu Montesa (6 voltes)               |
| Dissabte | 16:00      | 16:25      | Entrenaments pilots internacionals                             |
| Dissabte | 16:30      | 16:55      | Primera mànega pilots Sènior i Júnior 250cc                    |
| Dissabte | 17:00      | 17:40      | Primera mànega Trofeu Montesa                                  |
| Dissabte | 17:40      | 18:10      | Entrenaments pilots internacionals                             |
|          |            |            |                                                                |
| Diumenge | 8:30       | 9:30       | Entrenaments pilots internacionals                             |
| Diumenge | 9:40       | 10:15      | Segona mànega pilots Sènior i Júnior 250cc                     |
| Diumenge | 10:20      | 10:50      | Presentació dels pilots internacionals                         |
| Diumenge | 11:05      | 11:55      | Primera Mànega GP d'Espanya 250cc                              |
| Diumenge | 12:20      | 13:00      | Segona mànega Trofeu Montesa                                   |
| Diumenge | 13:10      | 13:55      | Segona Mànega GP d'Espanya 250cc                               |

1. ↑  La prova del Trofeu Montesa estava reservada a pilots Júnior, que hi havien de participar amb el model Cappra VB de 125cc

## Participants
A l'edició de 1977 s'hi varen presentar tots els equips dels fabricants que en aquell moment competien al mundial, els principals dels quals eren aquests:
| - Maico - Puch - Bultaco - Montesa - OSSA - KTM | - Kawasaki - Suzuki - Yamaha - Husqvarna - ČZ |

## Entrenaments
| Posició | No. | Pilot               | Motocicleta | Temps   |
| ------- | --- | ------------------- | ----------- | ------- |
| 1       | 37  | Håkan Carlqvist     | Husqvarna   | 2:37.56 |
| 2       | 9   | Hans Maisch         | Maico       | 2:41.15 |
| 3       | 17  | Raymond Boven       | Montesa     | 2:41.19 |
| 4       | 7   | Anatoly Ovchinnikov | ČZ          | 2:42.28 |
| 5       | 5   | Harry Everts        | Bultaco     | 2:42.52 |

## Curses

### Primera mànega

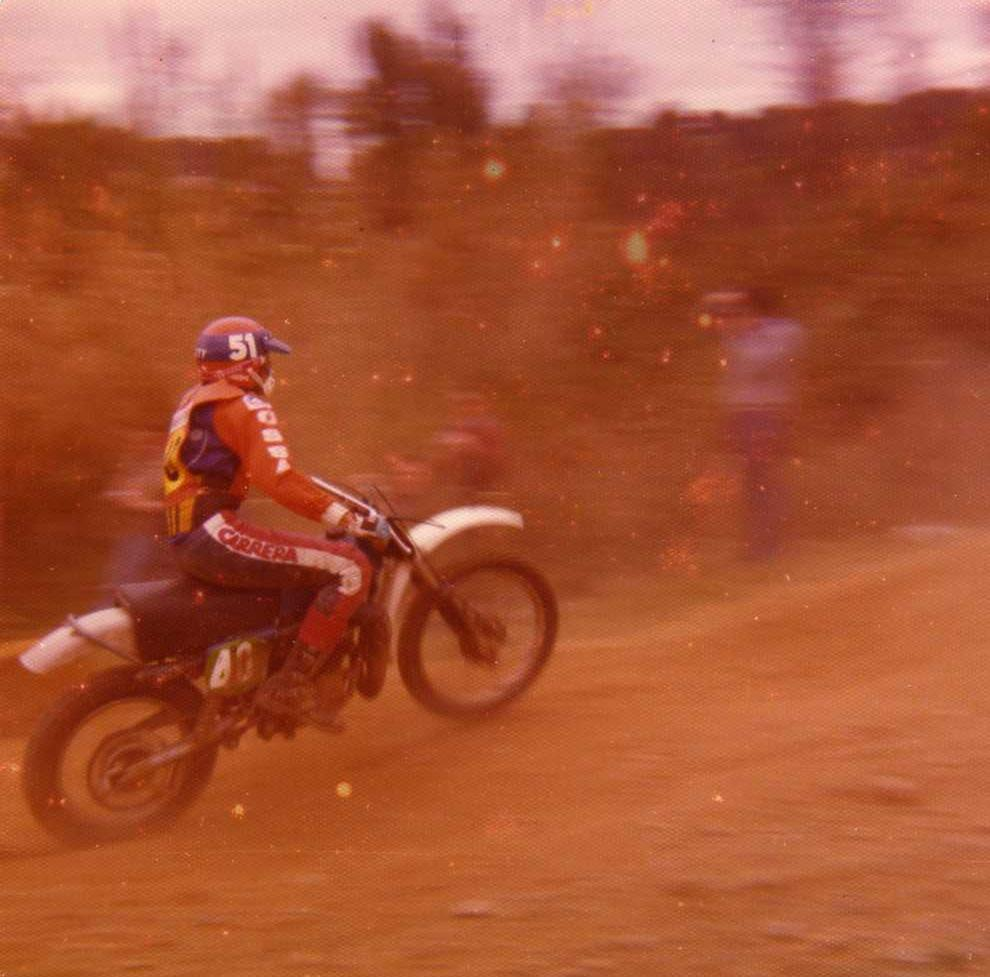
Marty Moates amb l'OSSA Phantom durant la primera mànega del GP d'Espanya de 1977. A la segona, es veié involucrat en una caiguda multitudinària al primer revolt.

| Posició | No. | Pilot              | Motocicleta |
| ------- | --- | ------------------ | ----------- |
| 1       | 17  | Raymond Boven      | Montesa     |
| 2       | 2   | Guennady Moiseev   | KTM         |
| 3       | 3   | Vladimir Kavinov   | KTM         |
| 4       | 37  | Håkan Carlqvist    | Husqvarna   |
| 5       | 5   | Harry Everts       | Bultaco     |
| 6       | 10  | Jaroslav Falta     | ČZ          |
| 7       | 14  | André Malherbe     | KTM         |
| 8       | 15  | Jean-Paul Mingels  | Montesa     |
| 9       | 39  | Håkan Andersson    | Montesa     |
| 10      | 8   | Antonin Baborovsky | CZ          |

### Segona mànega
| Posició | No. | Pilot              | Motocicleta |
| ------- | --- | ------------------ | ----------- |
| 1       | 9   | Hans Maisch        | Maico       |
| 2       | 10  | Jaroslav Falta     | ČZ          |
| 3       | 39  | Håkan Andersson    | Montesa     |
| 4       | 5   | Harry Everts       | Bultaco     |
| 5       | 14  | André Malherbe     | KTM         |
| 6       | 17  | Raymond Boven      | Montesa     |
| 7       | 37  | Håkan Carlqvist    | Husqvarna   |
| 8       | 8   | Antonin Baborovsky | CZ          |
| 9       | 15  | Jean-Paul Mingels  | Montesa     |
| 10      | 2   | Guennady Moiseev   | KTM         |

## Classificació final
| Posició | Pilot              | Motocicleta | Punts (GP) | Punts (Mundial) |
| ------- | ------------------ | ----------- | ---------- | --------------- |
| 1       | Raymond Boven      | Montesa     | 7          | 20              |
| 2       | Jaroslav Falta     | ČZ          | 8          | 17              |
| 3       | Harry Everts       | Bultaco     | 9          | 14              |
| 4       | Håkan Carlqvist    | Husqvarna   | 11         | 12              |
| 5       | André Malherbe     | KTM         | 12         | 10              |
| 6       | Håkan Andersson    | Montesa     | 12         | (12)            |
| 7       | Guennady Moiseev   | KTM         | 12         | 13              |
| 8       | Jean-Paul Mingels  | Montesa     | 17         | 5               |
| 9       | Antonin Baborovsky | CZ          | 18         | 4               |
| 10      | Rob Hooper         | Husqvarna   | 23         | -               |

1. ↑  Tot i correspondre-li teòricament 12 (2+10) punts de cara al mundial de 250cc, Håkan Andersson no apareix a les taules classificatòries d'aquell campionat perquè aquella temporada competí en el de 500cc. Al Gran Premi del Vallès hi participà només com a sessió preparatòria, a l'espera que comencés el mundial de 500cc.